# Хассель, Одд
Одд Ха́ссель (норв. Odd Hassel; 17 мая 1897, Осло — 11 мая 1981) — норвежский физикохимик, член Норвежской АН в Осло (1933). Лауреат Нобелевской премии по химии 1969 года.

## Биография
Окончил университет в Осло (1920); образование продолжал в университетах Франции, Италии, Германии (1921—1925). Доктор философии (1924). Доцент (с 1926 года), профессор университета в Осло (1934—1964).

## Основные работы
Один из основоположников конформационного анализа, автор ряда фундаментальных работ по стереохимии и кристаллохимии. Хассель впервые рентгенографически исследовал циклогексан и показал, что его шестичленный цикл имеет форму (конформацию) кресла; показал далее, что такую же конформацию имеют производные циклогексана, системы, содержащие конденсированные циклогексановые кольца, а также некоторые сахара, например пиранозы; предложил номенклатуру и обозначения заместителей в различных положениях цикла.

## Нобелевская премия
Нобелевская премия по химии (1969; совместно с английским химиком Дереком Бартоном).